# ديفيد ر. برينكلي
ديفيد ر. برينكلي هو سياسي أمريكي، ولد في 24 سبتمبر 1959 في فريدريك في الولايات المتحدة. نشط حزبياً في الحزب الجمهوري. وقد انتخب عضو مجلس ولاية ماريلند ‏ وانتخب عضو مجلس النواب لولاية ماريلند ‏.